# Scapania ornithopodioides
Scapania ornithopodioides là một loài rêu tản trong họ Scapaniaceae. Loài này được (With.) Waddell miêu tả khoa học lần đầu tiên năm 1897.